# Khwae Noi

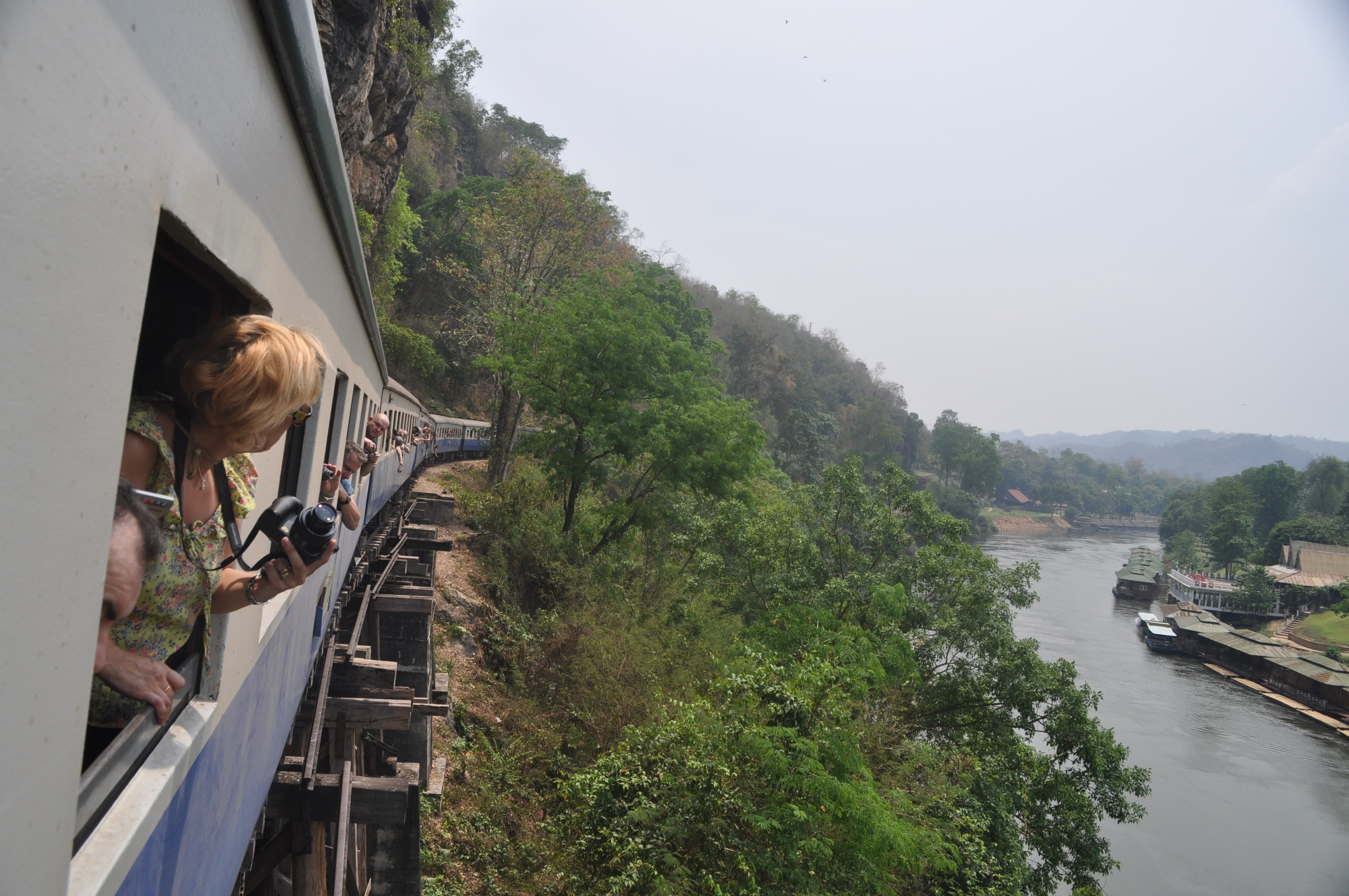
Linia kolejowa poprowadzona estakadą nad brzegiem rzeki Khwae Noi

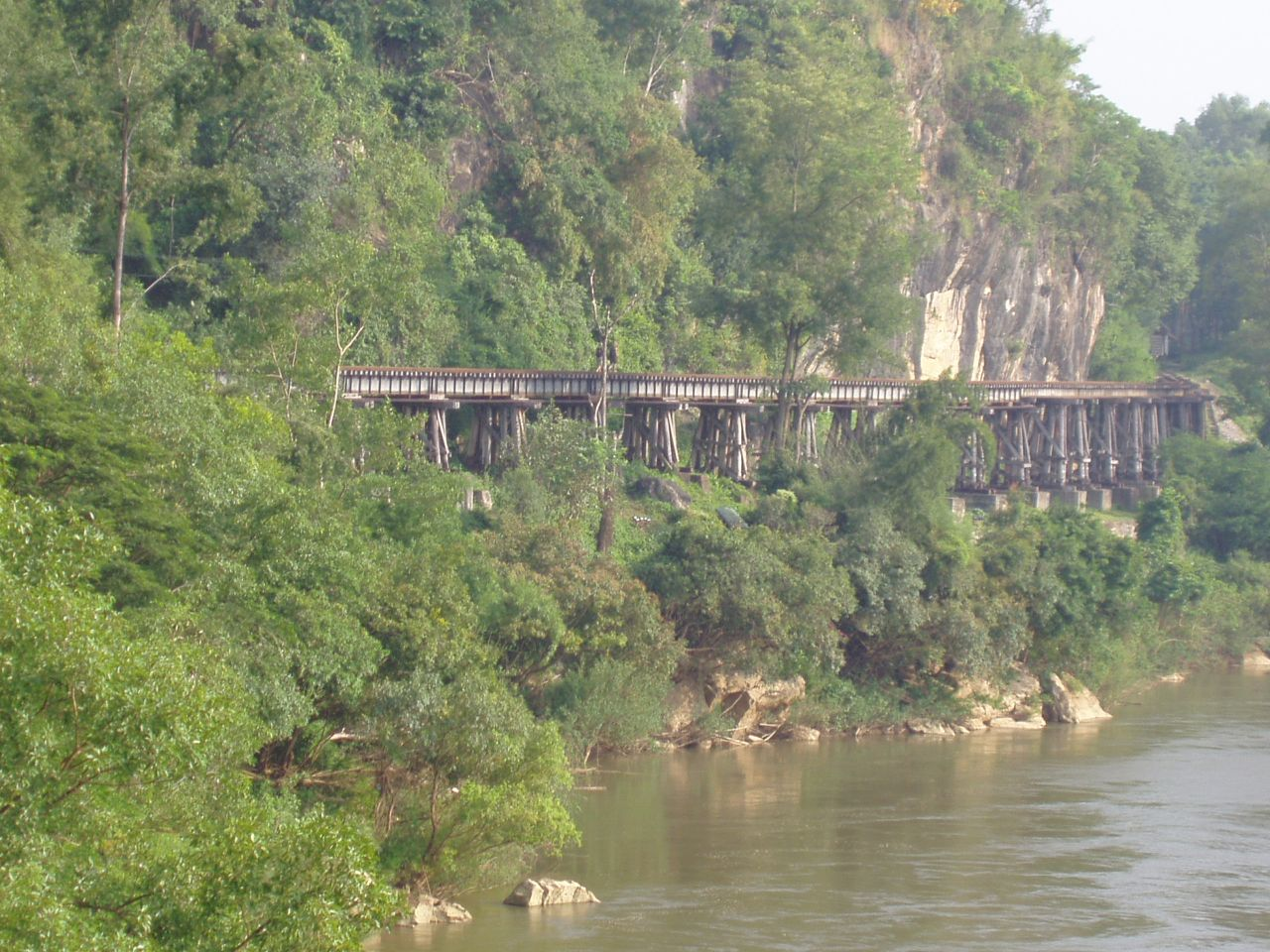
Linia kolejowa poprowadzona estakadą nad brzegiem rzeki Khwae Noi

Khwae Noi (taj. แควน้อย, RTGS: Khwae Noi, wym. kʰwɛː nɔ́ːj) – nazywana także rzeką Kwai – rzeka w zachodniej Tajlandii przy granicy z Mjanmą. W pobliżu miejscowości Kanchanaburi łączy się z Khwae Yai, tworząc rzekę Maeklong, która uchodzi do Zatoki Tajlandzkiej.
W latach II wojny światowej wzdłuż rzeki alianccy jeńcy wojenni i azjatyccy przymusowi robotnicy wybudowali linię kolejową, częściowo na estakadach (Wang Pho Viaduct – spotkana jest również zeuropeizowana nazwa „Wang Po” lub „Wampo”), stanowiącą część Kolei Birmańskiej (Kolej Śmierci).
Rzeka jest identyfikowana jako miejsce akcji powieści Pierre’a Boulle’a Most na rzece Kwai i filmu o tym samym tytule w reżyserii Davida Leana, jednakże tytułowy most nie zachował się do naszych czasów i w okresie powojennym, głównie ze względu na turystów, jego rolę przejął most znajdujący się nad sąsiednią rzeką Khwae Yai.